# Bataille de North Anna
Guerre de Sécession
Batailles
Campagne terrestre
- Wilderness
- Spotsylavnia C.H.
- Yellow Tavern
- Meadow Bridge
- North Anna
- Wilson's Wharf
- Pamunkey
- Haw's Shop
- Totopotomoy Creek
- Old Church
- Cold Harbor
- James River
- Trevilian Station
- Saint Mary's Church

La bataille de North Anna s'est déroulée en Virginie du 23 au 26 mai 1864, durant l'Overland Campaign lancée par Ulysses Simpson Grant contre l'armée de Virginie du Nord du général Robert Lee. Plutôt qu'un engagement entre deux armées, la bataille consista en une suite de combats de moindre ampleur. Ces affrontements sont parfois désignés individuellement : Telegraph Road Bridge et Jericho Mill désignent les combats du 23 mai, Ox Ford, Quarles Mill et Hanover Junction ceux du 24.

## Le contexte
Dans la nuit du 20 mai 1864, après la bataille de Spotsylvania, Grant envoya le 2e corps d'armée prendre position à Milford Station sur la rive ouest de la Mattaponi River. Commandé par le major-general Winfield Scott Hancock, le 2e corps devait engager les troupes confédérées afin de les attirer dans une nouvelle bataille. Une unité de la cavalerie de l'Union, commandée par le brigadier general Alfred Torbert, poursuivit une unité de l'infanterie Confédérée. L'incident fut rapporté au général Lee par le major-general Wade Hampton III.
Lee réalisa qu'il s'agissait d'une nouvelle tentative de l'armée de l'Union pour déborder son flanc droit et se placer entre ses troupes et la ville de Richmond. Il commença à déplacer ses unités sur la rive sud de la Po River, mais lorsque le reste des forces de l'Union se retira de Spotsylvania, le 21 mai, Lee ordonna la retraite en direction du sud et de la rivière North Anna. Le plan du général Grant pour piéger Lee fut déjoué, avant tout en raison de sa fébrilité à l'idée de laisser le corps d'armée d'Hancock isolé. Il fit déplacer le gros de l'armée du Potomac vers le sud-est afin de le rejoindre avant que Lee ne puisse l'attaquer.

## La bataille de North Anna
L'armée du général Lee atteignit la North Anna le 22 mai. Pour la première fois durant cette campagne il reçut des renforts substantiels, dont la division du général George Pickett et les forces du major-général John Cabell Breckinridge, soit un total d'environ 9 000 hommes. Néanmoins, plusieurs officiers supérieurs parmi les plus expérimentés n'étaient pas en état de commander. Le lieutenant general A.P. Hill avait contracté un mal inconnu lors de la bataille de la Wilderness et n'était pas rétabli ; le lieutenant général Richard S. Ewell était épuisé à la suite des épreuves subies lors de la bataille de Spotsylvania ; quant à Lee, il fut pris d'une attaque de diarrhée. Le seul en état d'exercer ses fonctions était le lieutenant général Richard H. Anderson, récemment promu et sans expérience dans le commandement d'un corps d'armée.
Les troupes confédérées étaient déployées avec soin sur la rive sud de la North Anna, en retrait de la berge. Leurs positions fortifiées formaient un front d'une longueur de 5 miles (environ 8 km) en forme de « V » renversé. La pointe faisait face à vers la rivière à Ox Ford, le seul passage défendable dans les environs. Le corps d'armée de Hill était déployé sur le flanc ouest, et s'étendait jusqu'à New Market au sud-ouest. Le flanc est était occupé par Anderson et Ewell, ce dernier prit position au sud-est, à Hanover Junction.
L'armée du Potomac rejoignit la North Anna le 23 mai. Warren commença la traversée à Jericho Mill, un point non défendu situé au nord-ouest de Ox Ford. À 18 heures, le lieutenant général A. P. Hill tenta de s'opposer à son avance, mais son attaque désordonnée ne parvint pas à repousser l'assaillant. Warren put traverser la rivière facilement et se retrancher directement face aux troupes de Hill. Furieux de cet échec, Lee rabroua son officier en évoquant la résistance de Thomas Jonathan Jackson lors de la 1e bataille de Bull Run, où Jackson gagna le surnom de Stonewall (« Le mur de pierre ») : « Pourquoi n'avez vous pas manœuvré comme l'aurait fait Jackson, en jetant toutes vos forces dans la bataille afin de les repousser ? » (« Why did you not do as [Stonewall] Jackson would have done, thrown your whole force upon those people and driven them back? »)
Le 24 mai, le 2e corps du major-général Winfield Hancock attaqua Chesterfield Bridge, à l'est de Ox Ford, traversa la rivière et prit position face aux forces Confédérées commandées par Anderson et Ewell. Le 9e corps commandé par Ambrose Burnside essaya de traverser à Quarles Mill, entre Ox Ford et Jericho Mill, mais la résistance fut acharnée, Burnside fut contraint de rester sur la rive nord et plaça ses troupes face à la pointe des positions Confédérées.
Pour la première fois Grant se rendit compte qu'il avait été manœuvré par Lee. Les unités de l'Union étaient éparpillées en trois groupes distincts, répartis autour de la position défensive en forme de « V » inversé des Confédérés. Lee pouvait attaquer sur l'un des deux flancs et submerger les troupes d'Hancock ou de Warren sans que l'un puisse se porter rapidement au secours de l'autre. Faire passer une unité d'un flanc à l'autre pour le renforcer nécessiterait de traverser la rivière à deux reprises.
Le corps d'armée le plus exposé à une attaque était celui de Warren, positionné à l'est. Malgré tout, Lee était la plupart du temps alité en raison de son état de santé. Le manque d'officiers supérieurs expérimentés et en état de mener le combat signifiait qu'il ne pourrait lancer une attaque d'envergure.
Après avoir observé la position des confédérés, le général Grant décida de ne pas attaquer ; seuls quelques accrochages eurent lieu les 25 et 26 mai. Il ordonna à la division de cavalerie du brigadier général James H. Wilson de traverser la rivière North Anna et de se diriger vers l'ouest, afin de faire croire à une attaque sur le flanc des confédérés.
La cavalerie détruisit les voies de la compagnie de chemin de fer Virginia Central Railroad mais n'entra pas en contact avec l'ennemi. Le 26 mai, à la tombée du jour, Grant se retira et plaça ses troupes au carrefour de Cold Harbor, à 20 miles (environ 32 km) au sud-est. Encouragé par ses progrès contre Lee, il écrivit à son chief of staff, le major-général Henry W. Halleck, à Washington :

« L'armée de Lee part en lambeaux. Les prisonniers que nous capturons le démontrent, ainsi que le comportement de son armée. Il est impossible d'engager le combat avec eux à moins qu'ils ne soient retranchés. Il se pourrait que je sois dans l'erreur, mais je sens que notre succès sur l'armée de Lee est déjà assuré. »

## Les conséquences de la bataille
L'optimisme de Grant et sa réticence à prendre d'assaut des positions fortement retranchées seraient bientôt mises à l'épreuve lors de la bataille de Cold Harbor. Pour l'heure, la bataille de North Anna s'était révélée comme un engagement relativement mineur. Après quatre jours de combats l'armée de l'Union avait perdu 1 143 hommes : elle comptait 186 tués, 792 blessés, plus 165 soldats disparus ou capturés. Les pertes confédérées ne furent pas enregistrées, mais en raison des combats sanglants ayant opposé les troupes de Hill et Warren, il est probable que les pertes s'élevèrent à environ 2 000 hommes.